# Gypsochroa gallica
Gypsochroa gallica là một loài bướm đêm trong họ Geometridae.